# Neuhaus-Schierschnitz

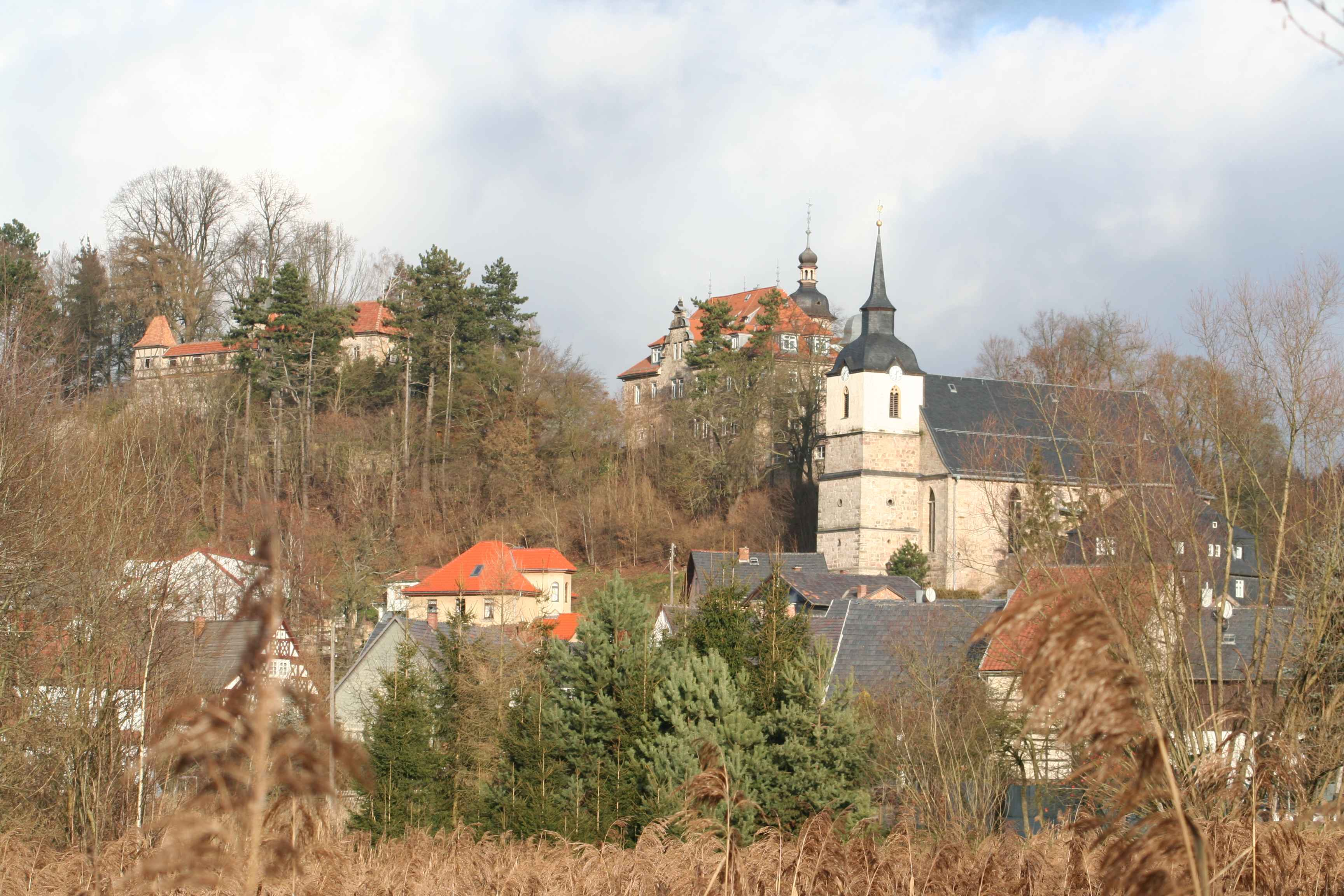
Dealul Castelului Neuhaus

Neuhaus-Schierschnitz este o comună din districtul Sonneberg landul Turingia, Germania.